# Tove Tellback
Tove Tellback (Kristiania, 25 luglio 1899 – Oslo, 20 gennaio 1986) è stata un'attrice norvegese.

## Filmografia (parziale)
- La fidanzata di Glomdal (Glomdalsbruden), regia di Carl Theodor Dreyer (1926)
- Troll-elgen, regia di Walter Fyrst (1927)
- Cafe X, regia di Walter Fyrst (1928)
- Vi som går kjøkkenveien, regia di Tancred Ibsen e Gustaf Molander (1933)